# Lungblödning under arbete
Lungblödning under arbete eller EIPH (Exercise Induced Pulmonary Hemorrhage) är vanligt hos kapplöpningshästar som tävlas hårt och tränas. Det syns oftast inget näsblod, utan blödningen syns först vid närmare endoskopisk undersökning av luftstrupen efter arbete, det ser antingen ut som en blodstrimma eller ett blodstänk. Det förekommer också att travhästar drabbas av detta efter tävling eller träning.
Man vet inte säkert orsaken till sjukdomen, men det finns många olika teorier. Arbetstoleranstestning av lungblödare visar att de har större rödblodskroppsmassa och sänkt aerob och anaerob arbetskapacitet i relation till deras blodkroppar. Det verkar som att EIPH är en sekundär till syrebrist i arbetande muskulatur. Man tror att EIPH har ett samband med överträning. 
Tecken på att en häst har EIPH kan vara försämrad prestation, att det tar väldigt lång tid för hästen att återhämta sig efter ett lopp, att den sväljer mycket efter ett lopp, hosta eller näsblödning (1–10 %). 